# John Meehan
John Meehan (13 de junho de 1902 — 15 de maio de 1963) é um diretor de arte estadunidense. Venceu o Oscar de melhor direção de arte em três ocasiões: por The Heiress, Sunset Boulevard e 20,000 Leagues Under the Sea.